# Maigret en Arizona
Maigret en Arizona es una novela del escritor belga Georges Simenon escrita en julio de 1949 y cuyo principal protagonista es el comisario Jules Maigret.
Esta novela se enmarca entre las obras escritas durante su residencia en América entre 1945 y 1955. Esta década es decisiva en cuanto a vivencias y experiencias, las cuales plasma en su producción literaria.

## Trama
Maigret viaja a Estados Unidos para ponerse al día de los métodos que emplean sus colegas norteamericanos y asiste a la instrucción de un caso en el que están implicados cinco soldados de la Air Force. Mientras intenta analizar la sociedad estadounidense que no acaba de entender, tendrá tiempo de descubrir cuál de los soldados es el culpable.